# Chó săn Halden
Chó săn Halden (tiếng Na Uy: Haldenstøver), là một giống chó Na Uy cỡ trung bình thuộc dòng chó săn, được sử dụng để săn bắt thỏ rừng và các con mồi khác. Nó giống như chó săn cáo Mỹ nhưng nhỏ hơn. Giống chó này được đặt tên theo Halden, một thị trấn ở đông nam Na Uy.

## Mô tả

### Ngoại hình
Chó săn Halden có ngoại hình tương tự như chó săn cáo Mỹ nhưng nhỏ hơn. Chó săn Halden cao khoảng 17-21.5 inch tại các vai và nặng khoảng 40-55 lb.Chúng có lớp lông mịn, rất dày đặc,tai gập, và có màu trắng với những mảng đen cũng như màu nâu trên đầu và chân. Chúng là những con chó mạnh mẽ với thân hình chữ nhật và lưng cứng, thẳng. Đuôi khá dày. Đầu hơi cong. Má phẳng. Mũi có màu đen. Các nhà lai tạo của giống chó săn Halden nhắm đến một hình dạng chân cụ thể, với các ngón chân cao, chặt, dài và lông dày đặc, cho sự ổn định và ấm áp hơn khi địa hình chúng săn lùng thường có tuyết và khó điều hướng.

### Tập tính
Chó săn Halden là một con vật cưng yêu thương và trìu mến cũng như một giống chó săn tốt. Chúng được cho là những con chó gia đình tốt và cư xử tốt với trẻ em. Chó săn Halden rất mạnh mẽ và tràn đầy năng lượng, có thể chịu được thời tiết lạnh và duy trì tốc độ nhanh trong thời gian dài. Chúng hoạt động tốt nhất trong nhà với các khu vực rộng lớn để chơi. Thời gian không hoạt động kéo dài có thể khiến chúng trở nên bồn chồn và không hạnh phúc. Chó săn Halden không săn lùng theo đàn, như nhiều con chó săn. Chúng được lai tạo để săn một mình với chủ nhân của chúng.

## Sức khỏe
Chó săn Halden là một giống lành mạnh, không có vấn đề về sức khỏe. Chúng có tuổi thọ trung bình là 12 năm.

## Lịch sử
Chó săn Halden là một trong ba giống chó săn Na Uy, và có kích thước nhỏ nhất. Được lai tạo để săn bắn, giống chó này được cho là đã được phát triển thông qua việc lai tạo các loài scenthound của Na Uy với scenthound của Thụy Điển, Đức và Anh. Nó được phát triển đầu tiên vào đầu những năm 1900, và tiêu chuẩn giống được thành lập vào những năm 1950. Chó săn Halden là tương đối hiếm, hiếm khi nhìn thấy bên ngoài Na Uy.